# Гюннар Бенедихтсон
Гюннар Бенедихтсон (исл. Gunnar Benediktsson; 9 октября 1892, Эйстур-Скафтафедль — 1981) — исландский писатель и социалистический политик

## Жизнь и творчество
Сын фермера, изучал теологию в Рейкьявике и с 1920 по 1931 год служил пастором Народной церкви, позже стал учителем. Сложив с себя церковный сан, вступил в Коммунистическую партию Исландии, затем был членом её преемницы — Единой социалистической партии Исландии.
К литературному творчеству впервые обратился в 1910-х. Писал в канве реализма, его главным романом о народной жизни стала «Анна Сигхватсдоуттир» (Anna Sighvatsdóttir, 1928). Как его художественные произведения, так и публицистические очерки (сборники: «Древо познания добра и зла», 1939, «Великое наступление», 1941, «Старый Адам в нас», 1944) и исторические размышления критикуют изъяны капитализма.

## Переводы
- Гуннар Бенедиктссон. Исландия в борьбе за независимость: (1940—1955) / пер. с исланд. В. Л. Якуб, А. Ханнибалссон, вступ. ст., под ред. В. В. Похлёбкин. — М.: Иностранная литература, 1958. — 420 с.